# Margot Scharpenberg
Margot Scharpenberg (Geburtsname und Pseudonym von Margot Wellmann; * 18. Dezember 1924 in Köln; † 25. August 2020 in New York) war eine amerikanische Schriftstellerin deutscher Herkunft, die auf Deutsch veröffentlichte.

## Leben
Margot Scharpenberg war nach ihrer Reifeprüfung, die sie im Jahre 1943 ablegte, zeitweise als Arbeiterin in einer pommerschen Fabrik dienstverpflichtet. Von 1944 bis 1947 absolvierte sie an der
Universitätsbibliothek Köln eine Ausbildung zur
Diplom-Bibliothekarin. Von 1948 bis 1960 war sie Mitarbeiterin am Zentralkatalog der nordrhein-westfälischen Bibliotheken in Köln. Von 1957 bis zu dessen Tod im Jahre 1980 war sie mit dem Mediziner und
Felsbildforscher Klaus F. Wellmann verheiratet. Gemeinsam mit ihm hielt sie sich 1957/58 erstmals in den Vereinigten Staaten auf. Von 1960 bis 1962 unterrichtete Margot Scharpenberg
Deutsch an der Carleton University im kanadischen Ottawa. Ab 1962 lebte sie in New York, hielt sich aber alljährlich mehrere Monate in Deutschland auf. 1968 erwarb Scharpenberg die Staatsbürgerschaft der Vereinigten Staaten.
Margot Scharpenbergs Werk umfasst neben Kurzgeschichten hauptsächlich Gedichte. Scharpenberg galt in den Fünfzigerjahren als bedeutendes lyrisches Nachwuchstalent, das vereinzelt mit Ingeborg Bachmann auf eine Stufe gestellt wurde. Sie war inzwischen die wichtigste Vertreterin des Gemäldegedichts in der deutschsprachigen Gegenwartsliteratur.
Margot Scharpenberg war Mitglied des PEN-Zentrums Deutschsprachiger Autoren im Ausland, der GEDOK und der Vereinigung von Germanistinnen in den USA, der feministischen Organisation Women in German, oft kurz WiG genannt. Die Autorin erhielt u. a. folgende Auszeichnungen: 1968 den Georg-Mackensen-Literaturpreis, 1975 den Ida-Dehmel-Literaturpreis der GEDOK sowie 1988 den Robert-L.-Kahn-Lyrikpreis.

## Werke
- Gefährliche Übung, München 1957
- Spiegelschriften, München 1961
- Brandbaum, Darmstadt 1965
- Schwarzweiß. 3 Radierungen von Rolf Sackenheim. 11 Blatt (Hundertdruck; 2), Duisburg 1966. (Auflage von 100 Exemplaren, von Autorin und Künstler signiert.)
- Vermeintliche Windstille, Krefeld 1968
- Mit Sprach- und Finger-Spitzen, Duisburg 1970
- Einladung nach New York, München [u. a.] 1972
- Gefährliche Übung. Gedichte. München 1957. 59 S.
- Spiegelschriften. Neue Gedichte. München 1961. 60 S.
- Ein Todeskandidat und andere Erzählungen. Frankfurt/M., 1970. 203 S.
- Einladung nach New York. Mit Fotos von Klaus Wellmann. München, Wien, 1972. 246 Seiten.
- Spielraum, Krefeld 1972
- Spuren. Duisburg 1973
- Bildgespräche mit Zillis, Beuron 1974
- Fröhliche Weihnachten und andere Lebensläufe. Erzählungen. München, Wien, 1974. 255 S. ISBN 3-7844-1558-X
- Neue Spuren, Duisburg 1975
- Veränderung eines Auftrags, Duisburg 1976
- Fundfigur, Duisburg 1977
- Bildgespräche in Aachen, Duisburg 1978
- Fundort Köln, Duisburg 1979
- Domgespräch, Duisburg 1980
- Moderne Kunst im Bildgespräch, Duisburg 1982
- Fallende Farben, Duisburg 1983
- Windbruch, Duisburg 1985
- Verlegte Zeiten, Duisburg 1988
- Augenzeugnisse, Duisburg 1991
- Rahmenwechsel, Duisburg 1992
- 31 x Klee, Wuppertal 1995
- Gegengaben und Widerworte, Duisburg 1995
- Wenn Farben blühen, Mühlacker 1999
- Zillis wieder im Bildgespräch:  Gedichte zur romanischen Kirchendecke von St. Martin in Zillis. Beuron 2001. 47 S., zahlreiche Illustrationen.
- Von Partituren, Lesezeichen und so weiter:  60 Gedichte. Mit Collagen und Umschlagbild von Annegret Heinl. Duisburg 2003. 124 S. ISBN 3-925348-56-5
- Verwandeln. 60 verstreute und neue Gedichte.  Duisburg 2009. ISBN 978-3-925348-81-5
- 2 Gedichte in: Tausend Tode schreiben. (Version 2/4). Hrsg. von Christiane Frohmann. Berlin, Januar 2015. ISBN ePub: 978-3-944195-55-1, ISBN mobi: 978-3-944195-56-8
- Fundort Schleswig. Letzte Gedichte. Hrsg. von Rainer Hering. Husum 2020. ISBN 978-3-96717-008-5

## Einzelbelege
1. ↑  „Todesnachricht“, abgerufen am 29. Oktober 2020
2. ↑  Margot Scharpenberg. In: Kürschners Deutscher Literatur-Kalender 2018/2019. Band II: P-Z. Walter de Gruyter, 2018, ISBN 978-3-11-057616-0, S. 805–806.

| Personendaten    | Personendaten                          |
| ---------------- | -------------------------------------- |
| NAME             | Scharpenberg, Margot                   |
| ALTERNATIVNAMEN  | Wellmann, Margot (Geburtsname)         |
| KURZBESCHREIBUNG | deutsch-amerikanische Schriftstellerin |
| GEBURTSDATUM     | 18. Dezember 1924                      |
| GEBURTSORT       | Köln                                   |
| STERBEDATUM      | 25. August 2020                        |
| STERBEORT        | New York                               |